# 이치조 나오코
이치조 나오코(一条直子, 1908년 11월 7일 ~ 1991년 6월 17일)는 일본 제국의 옛 황족이다. 부친은 이치조 사네테루 공작이며 모친은 호소카와 모리히사 후작의 딸이다. 황적이탈 이전의 이름은 하루히토 왕비 나오코(春仁王妃直子)이다.